# نیک نیول
نیکلاس جرج نیول (به انگلیسی: Nicholas George Newell) معروف به نیک نیول (زاده ۱۷ مارس ۱۹۸۶، در میلدفورد، کنتیکت) یک رزمی‌کار ترکیبی آمریکایی است که در بخش سبک‌وزن رقابت می‌کند. او به دلیل داشتن یک حرفه هنرهای رزمی ترکیبی در حالی که یکی از دستانش را از دست داده‌است قابل توجه است.

## اوایل زندگی
نیول با قطع مادرزادی بازوی چپش که درست زیر آرنجش ختم می‌شود به دنیا آمد. نیوول دارای یک کنده بسیار کوتاه و در عین حال عضلانی در ساعد خود است که از کودکی یادگرفته است که با آن اشیا را بگیرد. نیوول با کنده خود به دنیا آمد و بنابراین از بدو تولد یادگرفت از آن مانند دست استفاده کند. نیوول ابتدا با بازی فوتبال و سپس بیسبال بزرگ شد، اما در دبیرستان حقوق جاناتان به کشتی‌گیری دبیرستانی پرداخت. او پس از پیوستن به تیم کشتی خود، پس از اولین جلسه خود به این فکر افتاد که این کار را «سخت‌ترین کاری که در زندگی‌ام انجام داده‌ام» انجام داده‌ام، اما مادرش به او اجازه نداد و در عوض از آن به بعد سخت کار کرد.
پس از فارغ‌التحصیلی از دبیرستان، نیوول در دانشگاه وسترن نیوانگلند حضور یافت و در آنجا کشتی را ادامه داد. او بیش از ۳۰۰ پیروزی بین دبیرستان و کالج در کشتی کسب کرده‌است (اگر مسابقات غیر رقابتی در کالج را نیز لحاظ کنید). نیول اظهار داشت که در حین بزرگ شدن، جیم ابوت پارچ سابق یانکی‌ها را که دست راست ندارد و الهام بخش نیوول برای به چالش کشیدن خود بود، بت می‌دانست. هم اتاقی او در کالج، کورت هاوکینز کشتی‌گیر سابق دبلیودبلیوئی بود. آن‌ها The Ultimate Fighter را که درست بعد از دبلیودبلیوئی را در همان کانال بود تماشا می‌کردند و نیول گفته‌است که این چیزی است که او را ترغیب کرد تا هنرهای رزمی ترکیبی را شروع کند.

## زندگی شخصی
- نیوول و همسرش دو پسر دارند، وایت (متولد ۲۰۱۸) و بردی (متولد ۲۰۲۰).[۸][۹]
- داستان زندگی نیول محور فیلم نیک بدنام است، جایی که کودی کریستین نقش او را بازی می‌کند.[۱۰]
- نیوول در حال حاضر یک مدرسه هنرهای رزمی ترکیبی به نام آکادمی هنرهای رزمی را در میلفورد اداره می‌کند.[۱۱]